# Pony Island
Pony Island è un videogioco sviluppato e pubblicato dallo sviluppatore indie canadese Daniel Mullins. Il gioco, dotato di una forte componente metanarrativa, fa interagire il giocatore con quello che sembra essere un vecchio cabinato arcade chiamato "Pony Island ", corrotto dallo stesso Lucifero, che sta cercando di rivendicare per sé l'anima del giocatore. Il personaggio è aiutato dall'anima di un utente che aiuta ad accedere al file di programmazione di "Pony Island" per aggirare le trappole lasciate da Lucifero e salvare non solo la loro anima, ma le tormentate che sono intrappolate nel codice del gioco.

## Modalità di gioco
Pony Island è presentato come un rozzo gioco arcade. È principalmente un gioco d'avventura in stile punta e clicca, che fa spesso riferimento ad altre metafore dell'interfaccia utente, come un finto sistema operativo. Il giocatore deve esplorare i file del gioco arcade "Pony Island" per progredire. Talvolta è necessario giocare a "Pony Island", nel quale si impersona un pony i corsa attraverso una valle erbosa, evitando gli ostacoli e sparando ai nemici che potrebbero attaccarlo. La "programmazione" di "Pony Island ", così come del sistema operativo, è accessibile cliccando sui "portali" che compaiono sullo schermo, presentando al giocatore uno pseudocodice semplificato insieme ad una o più caselle e comandi di istruzioni visive, come "sposta in basso", "sposta a sinistra" o "ripeti". In queste schermate, al giocatore verrà richiesto di riordinare le istruzioni visive per modificare il modo in cui verrà eseguita la "programmazione". Questo aggirerà qualsiasi "corruzione" nel codice del gioco, o in alcuni casi "imbroglierà" (ad esempio aumentando i loro punti esperienza ) il gioco, al fine di progredire.

## Sviluppo
Prima di lavorare su Pony Island, Daniel Mullins si era appena laureato al college e aveva tentato di lanciare un gioco, Catch Monsters tramite Kickstarter nel novembre 2014, ma non riuscì a raccogliere fondi sufficienti e invece trovò un lavoro di programmazione sebbene volesse ancora sviluppare giochi.
Pony Island è stato sviluppato principalmente durante il game jam di 48 ore Ludum Dare nel dicembre 2014, in cui il tema era "L'intero gioco su uno schermo". Il gioco si è piazzato ai primi posti in entrambe le categorie Ludum Dare's Mood e Humor ed è stato inserito nella top 10 dei giochi di Zoe Quinn. Ispirato dall'accoglienza positiva, Mullins terminò il gioco per Steam Greenlight, e lo pubblicò poi nel gennaio 2016.
Mullins voleva creare un gioco che sfidasse le aspettative dei giocatori dalle interfacce di gioco standard e "capovolgendole sottosopra". Mullins era stato incuriosito dai giochi "oscuri e misteriosi", ma desiderava anche creare qualcosa che non sembrasse destinato a essere giocato. Parte di questo ultimo obiettivo venne raggiunto riducendo al minimo la quantità di istruzioni fornite dal gioco, ma utilizzando interfacce familiari in modo che il giocatore potesse intuire cosa fare. Ad esempio, nelle sezioni pseudo-codice del gioco, comprese che l'aggiunta di iconografia per serrature e chiavi per i comandi che i giocatori potevano manipolare li ha aiutati a capire come interagire con il codice senza istruzioni dirette. Allo stesso tempo, Mullins scrisse il linguaggio dello pseudocodice per far sembrare minacciosi i comandi di programmazione in modo da far sembrare il giocatore come se stessero "giocando con un sistema che [uno] potrebbe non comprendere appieno". Mullins integrò schermate e messaggi di errore falsi attraverso il software Steam che sembravano provenire dagli amici del giocatore, per aumentare il disagio che voleva che i giocatori provassero durante il gioco.
Mullins ha attribuito parte del successo del gioco al popolare streamer PewDiePie, che aveva chiesto a Mullins se poteva pubblicare un gameplay di Pony Island. Mullins credeva che questo lo aiutasse a far votare il gioco dai giocatori per Steam Greenlight.

## Accoglienza
Pony Island è stata generalmente ben accolta dalla critica, elogiandola per essere una metafiction sulla natura dei videogiochi. Lizzy Finnegan di The Escapist ha paragonato l'esperienza di giocare a Pony Island con quello che avrebbe potuto essere giocare a Polybius, una leggenda metropolitana di un cabinato per videogiochi usato per esperimenti di controllo mentale.
In seguito al successo di Pony Island, Mullins annunciò il suo prossimo gioco, The Hex, previsto per l'inizio del 2017, ma pubblicato il 16 ottobre 2018. The Hex, come Pony Island, è un gioco metanarrativo in cui il giocatore assume il ruolo di un locandiere per risolvere un caso di omicidio in cui i sospettati sono personaggi che rappresentano generi di videogiochi specifici.